# Kévin Klinkenberg

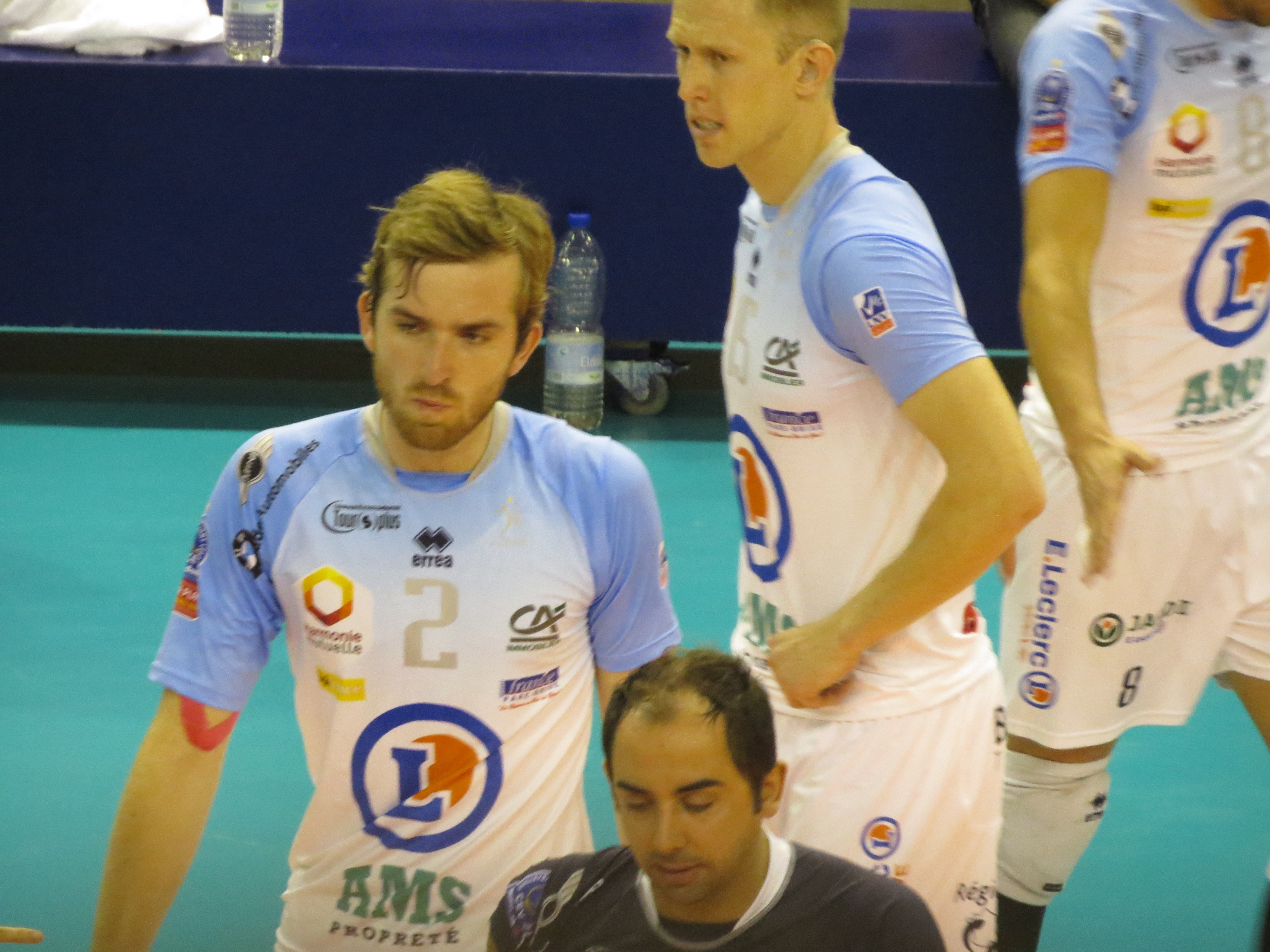
Kévin Klinkenberg zawodnikiem Tours VB

Kévin Klinkenberg (ur. 4 października 1990 w Liège) – belgijski siatkarz, reprezentant Belgii, grający na pozycji przyjmującego.
Po ukończonym sezonie 2024/2025 postanowił zakończyć karierę siatkarską. Następnie chciałby poświęcić rodzinie i pracy z młodzieżą.

## Sukcesy klubowe
Puchar Belgii:
- 2008, 2009, 2011, 2012

Mistrzostwo Belgii:
- 2008, 2009, 2011, 2012
- 2010, 2013

Superpuchar Belgii:
- 2008, 2009, 2011, 2012

Puchar Francji:
- 2014[4], 2015

Mistrzostwo Francji:
- 2014, 2015

Superpuchar Francji:
- 2014

Puchar Turcji:
- 2019

Mistrzostwo Turcji:
- 2019

## Sukcesy reprezentacyjne
Mistrzostwa Europy Kadetów:
- 2007

Liga Europejska:
- 2013[5]